# 馬特·弗里沃
馬特·弗里沃（英語：Matthew George "Matt" Frewer，1958年1月4日—）是美國的一位演員、歌手、配音演員和喜劇演員。他的父親曾在加拿大海軍工作。